# Literatursendung (Fernsehen)
Eine Literatursendung ist ein Fernsehgenre, das Gespräche über und Besprechungen von Literatur zum Gegenstand hat.

## Merkmale
Inhaltliche und formale Überschneidungen und Übergänge zu anderen Genres weisen Filmbiographien, Dokumentarfilme, Talkshows und Filmessays auf. Trotz ihrer geringen Produktionskosten sind Literatursendungen eine Domäne des öffentlich-rechtlichen Fernsehens geblieben. Literaten und Literaturfreunde begegnen dem Fernseh- und Filmmedium bis heute mit Vorbehalten. Kritikpunkte sind unter anderem Kommerzialisierung, Banalisierung und Subjektivismus. Von der Seite der Fernsehsender her wird an diesem Fernsehformat die chronisch geringe Zuschauerquote kritisiert, so dass Literatursendungen in der Regel nur an späten Sendeterminen in den dritten Fernsehprogrammen ausgestrahlt werden. Befürworter von Literatursendungen schätzen daran die Möglichkeit, sich ein besseres Urteil über die Qualität der besprochenen Werke bilden zu können.
Die Etablierung von Literatursendungen führte zu einer tiefgreifenden Umgestaltung des Buchmarktes. Positive Besprechungen oder heftige Kontroversen um ein Werk steigern den Umsatz um das Mehrfache des durchschnittlichen Verkaufs. Nicht nur inhabergeführte Buchhandlungen, sondern vor allem Buchhandelskonzerne wie Thalia, Hugendubel und Weltbild richten ihr aktuelles Buchangebot an der Auswahl der besprochenen Bücher einer Literatursendung aus.
Zu einer großen Marktmacht beim Buchumsatz haben sich einzelne prominente Literaturkritiker im Medium Fernsehen entwickeln können. In Deutschland sind dies vor allem Marcel Reich-Ranicki und Elke Heidenreich gewesen, in Frankreich waren dies lange Zeit Bernard Pivots Literatursendungen Apostrophes und Bouillon de culture. Einen geringeren, aber konstanten Einfluss auf das Leseverhalten übt die monatliche Bestenliste des Südwestrundfunks aus, die in den 1970er-Jahren vom Schriftsteller und Literaturkritiker Jürgen Lodemann mit anderen Kollegen in der Sendung Literaturmagazin ins Leben gerufen worden war.

## Literatursendungen (Auswahl)
| Mit Marcel Reich-Ranicki - Das literarische Kaffeehaus (1964–1967), NDR - Das Literarische Quartett (1988–2001), ZDF - Reich-Ranicki Solo (2002), ZDF - Lauter schwierige Patienten, ZDF Mit Elke Heidenreich - Lesen! (2002–2009), ZDF / Internet | Deutschland - Literaturmagazin (1972–1982), Südwestfunk, mit Jürgen Lodemann - Café Größenwahn (1983–1988), Südwestfunk, mit Jürgen Lodemann - Schümer und Dorn. Der Büchertalk (2003–2004), SWR, mit Dirk Schümer und Thea Dorn - Literatur im Foyer (1990–), Südwestfunk / SWR, früher mit Martin Lüdke, heute mit Thea Dorn oder Felicitas von Lovenberg - Druckfrisch (2003–), ARD, mit Denis Scheck - Die Vorleser (2009–2010), ZDF, mit Ijoma Mangold und Amelie Fried - Das Blaue Sofa (2011–2015), ZDF, mit Wolfgang Herles - Das Literarische Quartett (Neuauflage, 2015–), ZDF, mit Volker Weidermann, Christine Westermann, Maxim Biller (bis 2016) und Thea Dorn (seit 2017) | Schweiz - Literaturclub (1990– ), SRF 1, mit Laura de Weck und Jennifer Khakshouri (seit 2023), Nicola Steiner, Iris Radisch, danach Elke Heidenreich, Rüdiger Safranski Österreich - erLesen (2010– ), TW1/ORF III, Büchermagazin mit Heinz Sichrovsky Frankreich - Apostrophes (1975–1990), Antenne 2, mit Bernard Pivot - Bouillon de culture (1991–2001), Antenne 2, später France 2, mit Bernard Pivot - Café littéraire (2008– ), France 2, mit Daniel Picouly - La Grande Librairie (2008– ), France 5, mit François Busnel |